# Retusigaster noguerai
Retusigaster noguerai är en stekelart som beskrevs av Maritza Mercado 2003. Retusigaster noguerai ingår i släktet Retusigaster och familjen bracksteklar. Inga underarter finns listade i Catalogue of Life.